# Horakiella hammondi
Horakiella hammondi is een keversoort uit de familie netschildkevers (Lycidae). De wetenschappelijke naam van de soort werd in 2006 gepubliceerd door Milada Bocáková.